# Otto Seitz
Otto Seitz (ur. 3 września 1846 w Monachium, zm. 13 marca 1912 tamże) – niemiecki malarz i pedagog.

## Życiorys
Profesor na Akademii Sztuk Pięknych w Monachium, do jego uczniów należało wielu późniejszych wybitnych malarzy europejskich. Tworzył miniatury przedstawiające martwe natury, kwiaty, pejzaże i portrety. Wiele jego obrazów przedstawia sceny obyczajowe.
Został pochowany na Starym Cmentarzu Południowym w Monachium.

## Przykłady dzieł
- Faun i Nimfa - obraz wykonany  techniką olejną na desce, wymiary 9 x 8 cm
- Landschaften - praca wykonana ołówkiem i akwarelą na drewnie ma bok o długości 2 cm
- Pijacy i awanturnicy w Bauernschenke
- Uliczny grajek z butelką piwa
- List miłosny

## Galeria

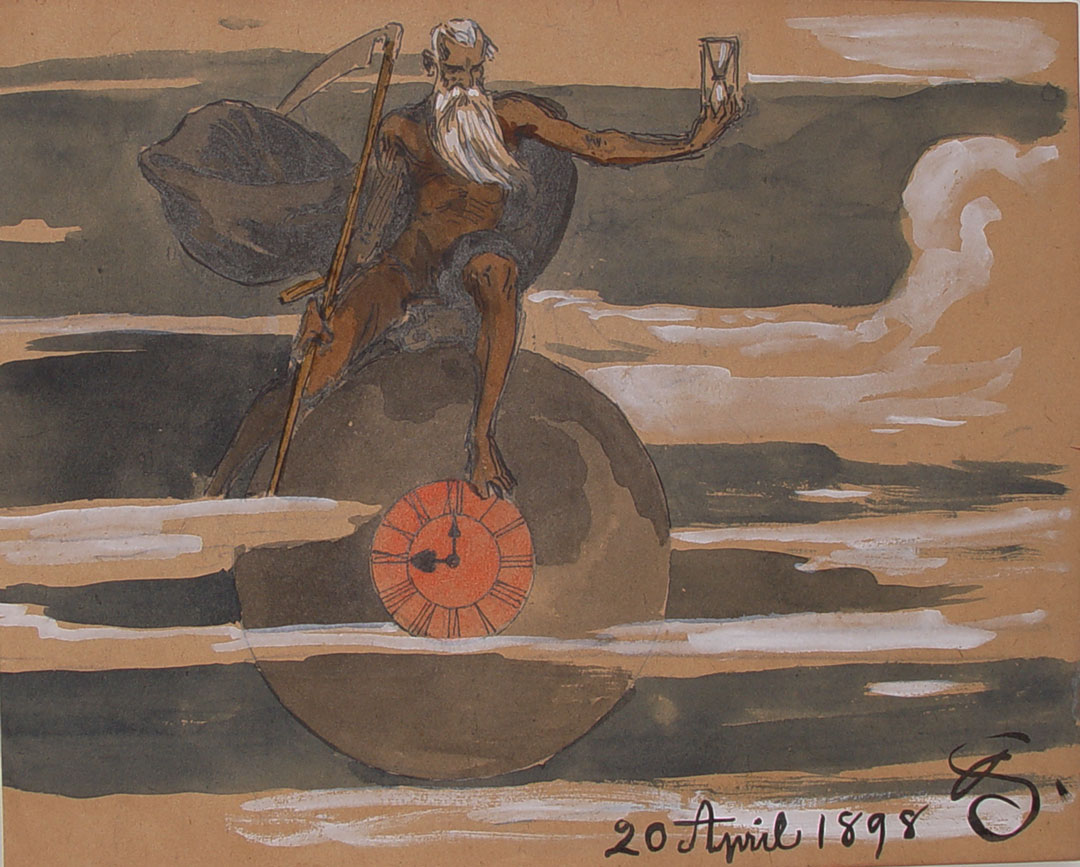
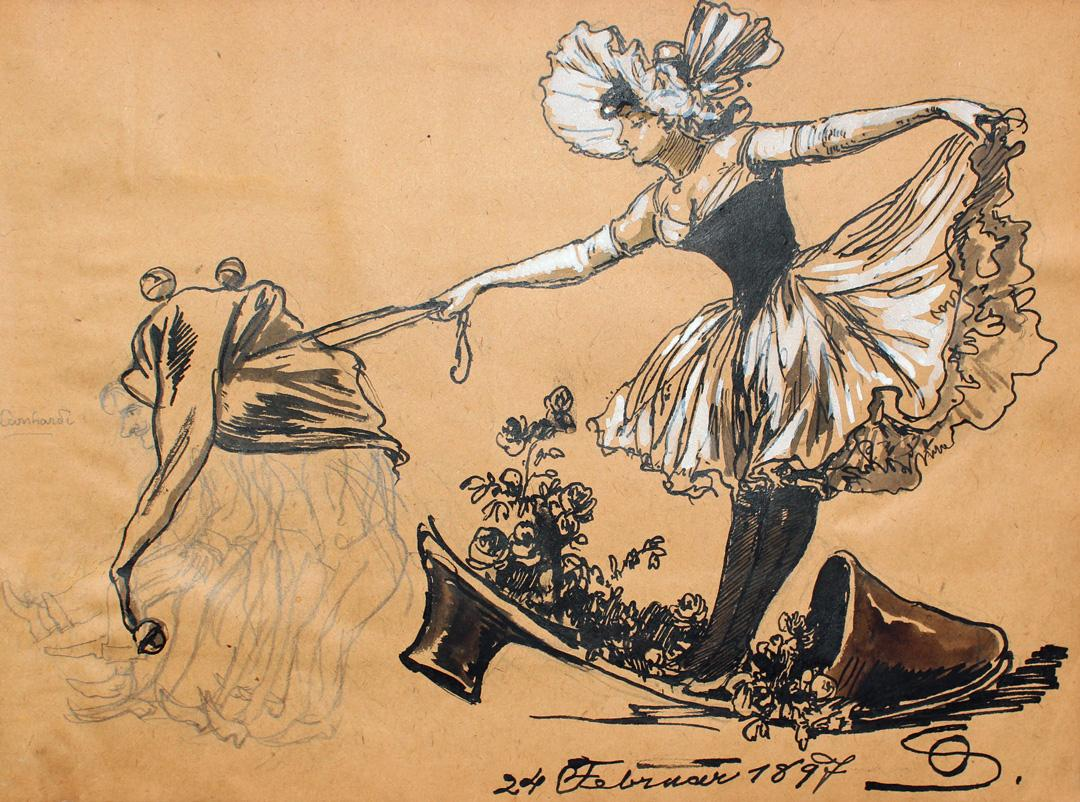
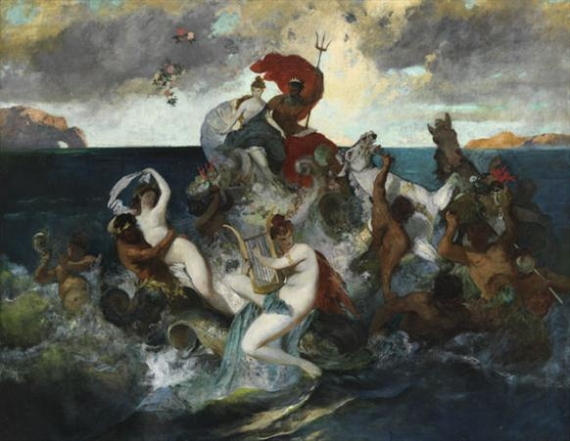
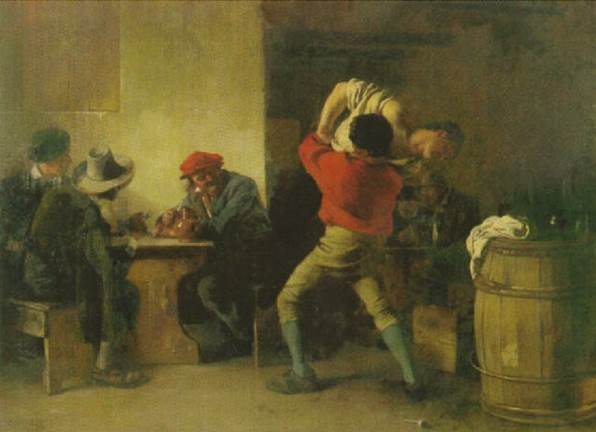